# Propicroscytus mirificus
Propicroscytus mirificus är en stekelart som först beskrevs av Girault 1915.  Propicroscytus mirificus ingår i släktet Propicroscytus och familjen puppglanssteklar. Inga underarter finns listade i Catalogue of Life.